# Ginaf
Ginaf is een Nederlands truckmerk dat vrachtauto's produceert voor het zwaar transport en speciale toepassingen. Dit gebeurt op basis van een GINAF-chassis met een aantal belangrijke componenten van andere fabrikanten, zoals Ford, Mercedes-Benz, Iveco of DAF.

## Geschiedenis
In 1933 begon Evert van Ginkel met een autohandel in Ederveen. De naam stond voor GINkel AutoFabriek (GINAF). Vlak na de oorlog startte het bedrijf met kippertransport en het ombouwen van A-Fords tot landbouwtractoren.
In 1948 startten zijn zonen Adrie en Wuf van Ginkel het bedrijf Gebroeders van Ginkel, het was een voortzetting van de autohandel van hun vader. Ze renoveerden militaire voertuigen, die met enige aanpassingen geschikt werden gemaakt voor het bouwtransport. De voertuigen behielden in het begin de oorspronkelijke namen zoals GMC, Reo en Diamond. Later vereiste de wetgever een eigen naam vanwege de typekeuring en werd de naam Ginaf geïntroduceerd, als afkorting van Van Ginkels automobielfabrieken. In 1978 was het pand te Ederveen te klein geworden, daarom werd een productievestiging geopend in Veenendaal.
Naarmate de techniek vorderde en de eisen van de klant toenamen, werden de aanpassingen aan de voormalige militaire trucks groter en nam het aantal nieuwe componenten toe. Een voorbeeld is de Ginaf TF 55, gebouwd in 1974 met een eigen cabine en een nieuwe motor. Andere componenten echter zijn gereviseerde delen uit militaire voertuigen. Met de stijgende kostprijzen als gevolg van het gebruik van een groter aantal nieuwe componenten, bleek het moeilijk concurrerend te blijven met de andere merken die grootschalig en seriematig produceerden.
Na een faillissement in 2011 stapte de toenmalige eigenaar-directeur, Evert van Ginkel, zoon van een van de oprichters, Adrie van Ginkel, uit het onderneming. Na een herstart in 2012, met als nieuwe eigenaar het Chinese bedrijf CHTC, ging het bedrijf verder als GINAF Trucks Nederland B.V. Sinds oktober 2020 is Ginaf na een managementbuy-out weer in Nederlandse handen.
Eind juli 2022 tekende het Duitse en beursgenoteerde Clean Logistics SE een contract om alle aandelen in Ginaf Trucks Nederland B.V. over te nemen. Clean Logistics is gevestigd in Hamburg en maakt zero-emissions vrachtwagens en bussen. De transactie wordt naar verwachting eind augustus 2022 afgerond.
Ginaf maakt en past vrachtauto’s aan voor verschillende toepassingen zoals de bouw, reiniging, afval, landbouw en mijnbouw. Daarnaast ontwikkelt en produceert het bedrijf volledig elektrische vrachtauto’s. Naast batterij-elektrische componenten maakt het ook een zelfontwikkeld hydropneumatisch veersysteem. Per jaar is de maximale productiecapaciteit zo'n 200 vrachtauto’s in de gewichtsklasse van 3,5 tot 50 ton.
Na een splitsing in begin jaren 1990 is in Ederveen Ginaf Service bv gevestigd, dat onafhankelijk werd van Ginaf Trucks in Veenendaal en dat fungeerde als dealer voor het midden van het land. Beide bedrijven behielden hun status als familiebedrijf.

## Faillissement
Op 19 november 2024 heeft de rechtbank in Gelderland Ginaf Trucks failliet verklaard. In januari 2025 maakte het bedrijf bekend een doorstart te maken. Investeringsbedrijf NewHorizon Capital, dat vooral actief is in China en Hongkong, is bereid gevonden het over te nemen.

## Specialisaties
Specialisatie en inspelen op nieuwe markten werd de nieuwe bestaansreden. Hiermee trad een wijziging op van prijsconcurrentie naar concurrentie op specificatie, met name ten aanzien van het laadvermogen. Dit begon in 1974 met de introductie van het civiele vierassig aangedreven kipperchassis. Hiermee was Ginaf enkele jaren de enige aanbieder met 19 ton laadvermogen voor het bouwtransport. Zoals dit nadien vaker is gebeurd, volgden de grote merken na enige tijd. Maar ook Ginaf ontwikkelde door. De volgende stap was de vijfasser, de 10x8, met aandrijving op vier van de vijf assen. Ook hierbij was de monopoliepositie van korte duur. Laadvermogens bleven toenemen en de behoefte ontstond aan een zwaar te belasten aangedreven vooras. Deze was niet standaard beschikbaar en Ginaf besloot zelf een ontwikkeling te starten met als basis de delen van de op dat moment net geïntroduceerde naafreductieachteras van DAF.
Met deze zelf ontwikkelde vooras als basis zijn ook andere astypen ontwikkeld, zoals de niet aangedreven gestuurde as met 13 ton draagvermogen en een onafhankelijk opgehangen gestuurde as. Daarnaast worden op aanvraag specifieke assen geproduceerd.

## Hydropneumatiek
Ginaf introduceerde in 1986 een geheel nieuwe hydropneumatische vering. Na uitgebreid beproeven en testen werd deze door de keuringsinstantie qua karakteristiek gelijk bevonden aan of zelfs beter dan  luchtvering. Hiermee verkreeg de mogelijkheid assen te maken die steeds dichter in de buurt komen van een belasting met de wettelijk maximaal toegestane 50 ton. Dit veersysteem was in 2000 uniek als toepassing op gekentekende voertuigen.

## Nieuwe technieken
Nieuwe technieken werden in huis gehaald in 1990. Dit gebeurde met de ontwikkeling van een speciaal kolkenzuigerchassis voor de stad Zürich. De eis was een voertuig te ontwikkelen met een groot laadvermogen en grote wendbaarheid om in de binnenstad van Zürich te kunnen opereren. Het geluidsniveau moest laag zijn, zodat ook 's nachts gewerkt kon worden. De wendbaarheid was alleen te realiseren door het voertuig op de vier assen te sturen. De bestuurder kan kiezen voor het sturen van uitsluitend de voorste assen, uitsluitend de achterste assen, of beide tegelijkertijd, met daarbij weer de keuze uit mee- of tegensturend waarmee ook hondengang mogelijk is.
Voor de besturing van de assen van de Züricher kolkenzuiger was elektronica nodig. Met dit project haalde Ginaf de kennis hierover in huis. De elektronische en hydraulische systemen die op de verschillende modellen worden toegepast zijn alle zelf ontwikkeld. Door de constructie van de reeds bestaande hydropneumatische vering, waarbij een cilinder onder en boven middels een bollager scharnierend bevestigd is, kon een starre as gestuurd worden. Omdat de sturing middels elektronica en hydraulica wordt aangestuurd is het mogelijk deze bij hoge snelheden in middenstand te blokkeren, waarmee een hoge koersstabiliteit gewaarborgd wordt. Dit systeem wordt onder de naam EVS (elektronisch voertuigstuursysteem) geleverd. Het leverde voordeel op voor de zogenaamde wide-spread tandems. Deze assen hebben door hun grotere onderlinge afstand vier ton hogere wettelijke aslast. Het grootste gedeelte van de bouwvoertuigen die Ginaf levert is hiermee uitgerust.

## DAF-componenten
De samenwerking met DAF is altijd nauw geweest en bij inkoop van componenten is DAF altijd de eerste keus. Dit biedt voordelen vanwege de technische bekendheid van Ginaf met deze componenten en uniformiteit hiervan door de gehele voertuigrange. Dit is verder een voordeel voor service en onderdelen. In het geval DAF de gewenste specificatie niet in het programma heeft, wordt eerst gekeken naar andere grote onafhankelijke componentenleveranciers. Pas als hier ook niets voorhanden is, worden de delen door GINAF zelf nieuw ontwikkeld. Hiermee proberen ze zover mogelijk gebruik te maken van de kostenvoordelen van massaproductie. Naast de grootste leverancier is DAF ook opdrachtgever voor wijzigingen die aan het DAF-chassis worden doorgevoerd, zoals de gestuurde naloopasser die bij Ginaf van een gestuurde laatste as wordt voorzien. De DAF 4x4 FAV 75 is gezamenlijk ontwikkeld en wordt door Ginaf gebouwd. Vele andere projecten zijn in het verleden samen ontwikkeld, van cabineaanpassingen voor de Nederlandse en Zwitserse markt tot zware transporttrekkers voor de Britse markt. Na een gestage groei in de periode van 1970 tot 1993, heeft Ginaf een explosieve groei meegemaakt over de laatste jaren. Dit ten gevolge van de ontwikkeling van nieuwe types, een grotere acceptatie van de innovatieve systemen en de opzet van een gespecialiseerd dealernetwerk.

## Dealerrayons
Hiermee is gestart in 1994. De basis is een opdeling van het land in 6 rayons van gelijke marktgrootte, waarbij in ieder rayon een dealer gezocht is die zich specialiseert in de verkoop en onderhoud van de Ginafproducten. Het huidig volume is 200 à 300 voertuigen per jaar, die grotendeels in Nederland verkocht worden. Hierbij is het laatste jaar een omzet behaald van 90 miljoen gulden met 150 medewerkers. Het in 1978 nieuw betrokken pand aan de Wageningselaan te Veenendaal werd te klein. Op ongeveer 1 km afstand van de huidige locatie werd een nieuwe productievestiging gestart, waar nu twee derde van de voertuigen geassembleerd wordt.

## Tridemtijdperk
Begin 1998 introduceerde Ginaf een compleet nieuwe serie auto's. Met deze "tridemserie" introduceerde Ginaf een nieuwe ontwerplijn voor achterasgestuurde vierassers (8x8, 8x6, 8x4 en later ook de 8x2). Centraal element vormen de drie achterassen in wide spread asopstelling (onderlinge afstand 1,80 m). Dit trippelstel neemt in totaal +/- 75% van het gewicht van de beladen auto voor zijn rekening. Deze auto heeft in totaal een GVW van 46 ton (bij een 8x8). De tridemserie werd uitgevoerd met een nieuwe generatie componenten waaronder assen, motoren, veer- en stuurcilinders.

## Dakar-rally
Ginaf had ook succes in de Dakar-rally. Anne Kies werd eens vierde met een Ginaf. In 1997 startte Hans Bekx met een oudere Ginaftruck aan de rally. In 2000 had hij nog een compleet nieuwe Ginaf laten opbouwen. Hij bleef het merk tot 2003 trouw. Ginaf Service in samenspraak met GINAF Trucks besloot daarop een eigen team in te zetten, Ginaf Rally Power. Het team werd aangevoerd door Wuf van Ginkel (coureur) en Edwin van Ginkel (teammanager), die in het dagelijks leven directeur zijn van GINAF Service Ederveen en Van Ginkel Techniek Utrecht. In de editie 2007 verschenen veel Ginaftrucks aan de start; het team van Ginaf Rally Power, Dakarsport, van Deijne, het nieuwe Vink rallyteam, en het van DAF overgestapte team De Rooy.